# 米恩綺
米恩綺（1991年11月28日—） ，綽號「小范冰冰」，臺灣女演員，曾是《大學生了沒》固定班底。，還上過中天電視的《小明星大跟班》。

## 演出作品

### 電視劇
| 年份   | 頻道             | 劇名      | 飾演   |
| 2022年 | 中視、中天娛樂台 | 台灣X檔案 | 羅曉玲 |

### 電影
| 年份   | 影片名稱    | 飾演     |
| 2021年 | 角頭—浪流連 | 小淇同事 |

## 節目通告
- 中天《大學生了沒》
- 中視《飢餓遊戲》